# Thomas Chipman McRae
Tom Jefferson Terral, né le 21 décembre 1851 dans le comté d'Union (Arkansas) et mort le 2 juin 1929 à Prescott (Arkansas), est un homme politique démocrate américain. Il est gouverneur de l'Arkansas entre 1921 à 1925.

## Sources
- (en) Cet article est partiellement ou en totalité issu de l’article de Wikipédia en anglais intitulé « Thomas Chipman McRae » (voir la liste des auteurs).